# Katja Herbers
Katja Mira Herbers (Ámsterdam, 19 de octubre de 1980) es una actriz neerlandesa. 

## Biografía
Katja Herbers es hija de la violinista Vera Beths y del oboísta y director de orquesta Werner Herbers. Pasó parte de su infancia en los Estados Unidos, acompañando a su madre en una gira con el grupo L'Archibudelli. Sus padres se separaron siendo ella adolescente, y reiniciaron sus vidas por separado. Su madre se volvió a casar con el violonchelista Anner Bylsma y su padre se comprometió con la diseñadora de vestuario Leonie Polak, quien introdujo a Katja en el mundo del teatro. Tenía una au pair canadiense y aprendió a hablar neerlandés, alemán e inglés mientras crecía.
Herbers fue al Ignatius Gymnasium en Ámsterdam. Durante un año académico, entre 1999 y 2000, cursó estudios de Psicología en la Universidad de Ámsterdam, tiempo durante el cual asistió a la escuela de teatro local De Trap. Posteriormente se mudó a Nueva York, donde asistió al HB Studio, para más tarde retornar a los Países Bajos tras ser aceptada en la Academia de Teatro y Danza de la Universidad de las Artes de Ámsterdam.
Comenzó su carrera como actriz protagonizando las películas Peter Bell (2002) y La joven de azul jacinto (2003). Tras su graduación, Herbers se convirtió en miembro de la Compañía de Teatro Johan Simons NTGent, en Gante. Luego se unió al Kammerspiele, en Munich (Alemania). 
Ha trabajado con directores como Alex van Warmerdam, Ivo van Hove y Theu Boermans, bajo cuya dirección interpretó muchas obras de Arthur Schnitzler, incluido el papel principal de La señorita Else, por el cual recibió críticas muy favorables. En 2013, ganó el Premio Guido de Moor al talento joven, por su interpretación de Irina, en la obra de Antón Chéjov Las tres hermanas.
En su faceta como actriz, también ha desempeñado papeles musicales e interpretaciones sonoras, participando en 2013 en el ciclo de canciones Amor de poeta, junto al pianista, director y compositor Reinbert de Leeuw.
En el apartado de series, Herbers ha participado en varias producciones estadounidenses, destacando por su papel de la física Helen Prins en la serie dramática Manhattan; por The Americans, donde apareció de forma recurrente en su tercera temporada; interpretando a Emily, en la serie de HBO Westworld, o por el papel principal de la psicóloga Kristen Bouchard en el drama sobrenatural Evil, estrenada en otoño de 2019.